# Cristo de Mayo
El Señor de la Agonía, popularmente conocido como Cristo de Mayo o Señor de los Temblores, es un venerado crucifijo de madera de arte sacro barroco y colonial chileno, custodiado por los frailes agustinos en la Iglesia San Agustín. La escultura fue tallada en 1613 por Fray Pedro De Figueroa O.S.A. y fue la primera de autor conocido en Chile. Tras el Terremoto de 1647, se dio inicio a una procesión anual que se transformó en la tradición más antigua del país. La figura también ha sido relacionada con Catalina de los Ríos y Lísperguer.

## Historia

### Orígenes
Los agustinos desembarcaron en Chile en 1595 provenientes del Perú y fundaron su primer convento e iglesia en Santiago de Chile. 
A este mismo convento llegó desde Perú, en 1604, el fraile Pedro de Figueroa O.S.A. (n. 1580) para asistir en el reciente establecimiento y expansión de la Orden en Chile. Destacado por su apostolado en Santiago, al poco tiempo se preocupó por la escasez de imágenes religiosas de la capital en contraposición con lo que ocurría en Lima, donde había observado a sus hermanos agustinos de reconocida habilidad en la escultura. Empeñado en reproducir lo que había visto en Perú, y aunque no era escultor, realizó diversas obras de arte que se distribuyeron en los conventos e iglesias de Chile.
Con la ayuda de un carpintero anónimo (encargado del trabajo más rudimentario) talló un Cristo crucificado el cual fue terminado en febrero de 1613 y colocado en la casa madre de la Orden en Chile.

### Terremoto de 1647

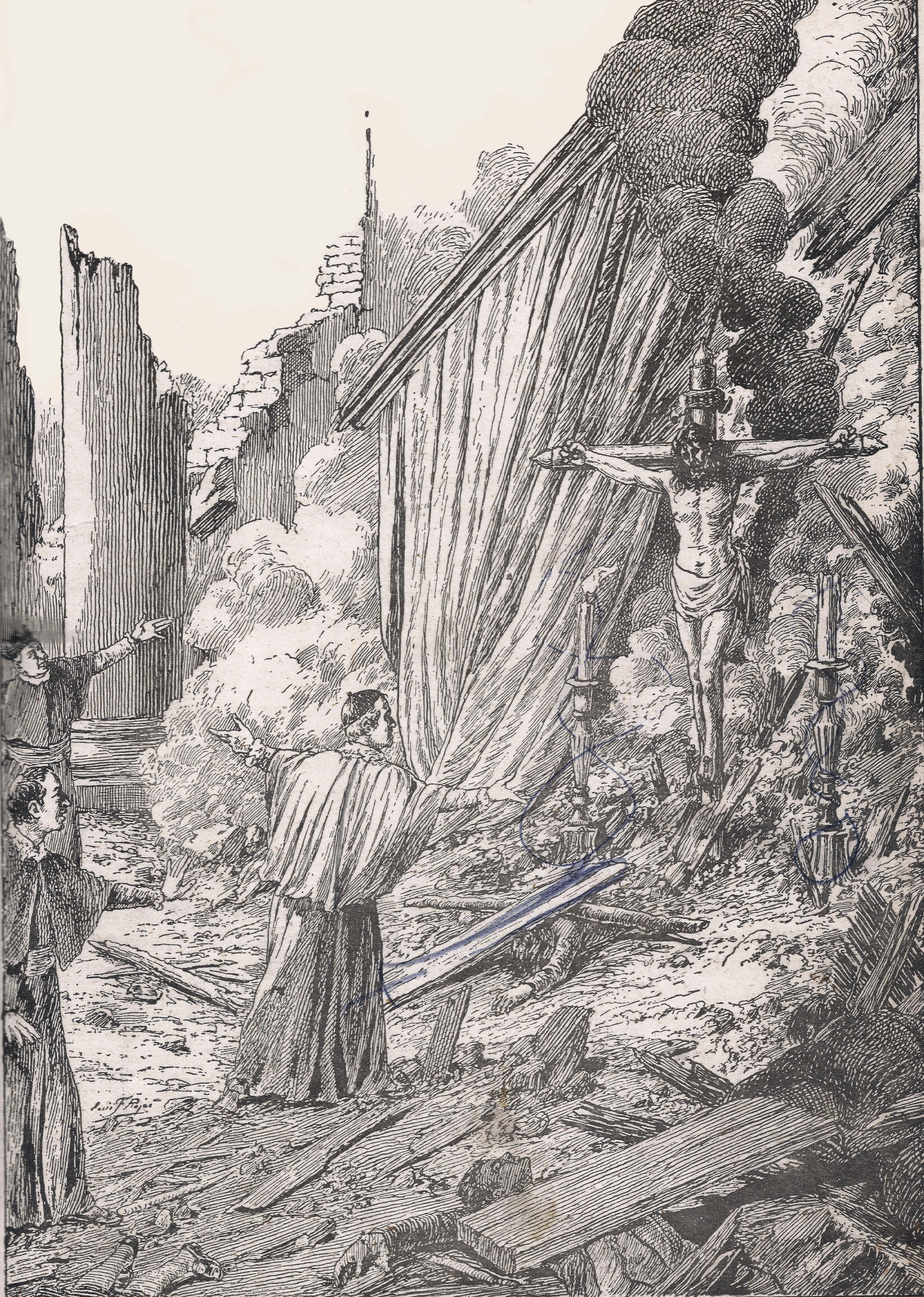
Ilustración mostrando al Cristo de la Agonía sobreviviendo al terremoto del 13 de mayo de 1647.

Su nombre cambió popularmente de Señor de la Agonía al de Cristo de Mayo en 1647 cuando el día 13 de mayo se produjo un violento terremoto que asoló a toda la Capitanía General de Chile, destruyendo ciudades enteras.
Todo Santiago cayó al suelo exceptuando parte de la Iglesia de San Francisco y algunos muros de la Iglesia de San Agustín incluyendo el que sostenía al Señor de la Agonía. Cuando el Obispo agustino Gaspar de Villarroel se dio cuenta de que el sismo provocó que la corona de espinas del Cristo se desprendiera y bajara hasta su garganta, trató de sacársela. Sin embargo "aunque después se intentó pasarla a su lugar no se pudo conseguir aunque más empeño se hizo para subirla", de modo que hasta el día de hoy sigue en su cuello, ante esto ordenó organizar una procesión por la ciudad y pasear la milagrosa imagen en procesión. Desde esa fecha en adelante se realiza el día 13 de mayo de cada año, una procesión llevando la reliquia por el centro de la ciudad hasta la Plaza de Armas de Santiago; en aquel lugar, se rezan tres credos para rememorar los eventos de 1647.

### Tradición popular
La tradición y folclor popular señala que la procesión del también llamado Señor de los Temblores protege a los habitantes de Santiago de futuros terremotos y calamidades . La procesión ha sido suspendida sólo en dos ocasiones. El año 1960, la Intendencia de Santiago solicitó el mismo día 13 que la procesión no se realizase en la vía pública, sino que al interior de los patios del claustro, debido a las jornadas de protesta que se habían vivido los días previos. Nueve días después se produjo el Gran Terremoto de Chile de 1960. En los días posteriores, los fieles solicitaron espontáneamente a los agustinos que se realizase una procesión para pedir por la protección del país, especialmente del sur de Chile. Los agustinos realizaron la procesión por las calles tradicionales, siendo una de las más masivas que se tenga registro.
La segunda suspensión ocurrió el año 2020 a raíz de los requerimientos de distancia física y estado de excepción decretados durante la pandemia del COVID-19. En esta ocasión, los frailes del convento realizaron una celebración privada a los pies de la imagen que fue transmitida en vivo a través Facebook.

## La Leyenda de la Quintrala
Existe una leyenda que dice que la escultura perteneció a Catalina de los Ríos y Lisperguer, más conocida como la Quintrala, quien tenía por costumbre azotar brutalmente a sus esclavos y empleados, además de cometer otras fechorías.

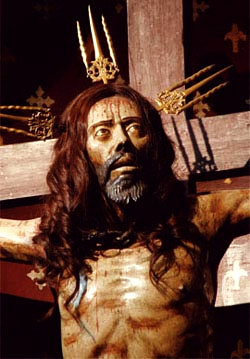
Acercamiento a la escultura del Cristo de Mayo, en su cuello se puede observar su corona caída.

Según escribió Benjamín Vicuña Mackenna en "Los Lísperguer y la Quintrala", existen dos versiones de la historia:
- La primera, la que dice que en alguna ocasión, Catalina percibió mientras azotaba a un peón, que la imagen del Cristo de la Agonía la miraba tristemente. Contrariada por tal situación ordenó que la imagen fuera lanzada por una ventana, porque "no soportaba a hombres que le pusieran mala cara en su casa".[9] La historia cuenta que los religiosos del Convento de San Agustín, vecinos a la casa de la Quintrala (actual Galería Imperio en las calles Agustinas con Estado), recogieron la imagen abandonada y la colocaron en uno de los altares laterales, donde se mantiene hasta la actualidad.
- También cuenta la leyenda, que su dueña, acusada por alguno de los delitos cometidos, le prometió al Cristo que si la salvaba de la prisión le encendería todos los días de su vida dos velas de una libra. La historia señala que fue absuelta de la acusación, y Catalina cumplió cabalmente su promesa.[cita requerida]
- Otra versión dice que tras el terremoto, el Cristo de Mayo fue puesto en casa de Catalina, y que habría sucedido algo parecido a la primera versión de Vicuña Mackenna; Catalina notó su mirada triste y lo arrojó por la ventana, los agustinos recogieron al Cristo y lo colocaron en la iglesia de San Agustín.[cita requerida]

Sin embargo, de acuerdo a los archivos históricos y crónicas de La Provincia Agustina de Nuestra Señora de Gracia de Chile, la escultura "Señor de la Agonía" fue colocada en el Templo Nuestra Señora de Gracia, donde permanece hasta hoy.